# هنری تریال
هنری تریال (استونیایی: Henri Treial؛ زادهٔ ۲۸ مهٔ ۱۹۹۲) بازیکن والیبال اهل استونی است.
از باشگاه‌هایی که در آن بازی کرده‌است می‌توان به اشاره کرد.